# Fairmont Hotels and Resorts

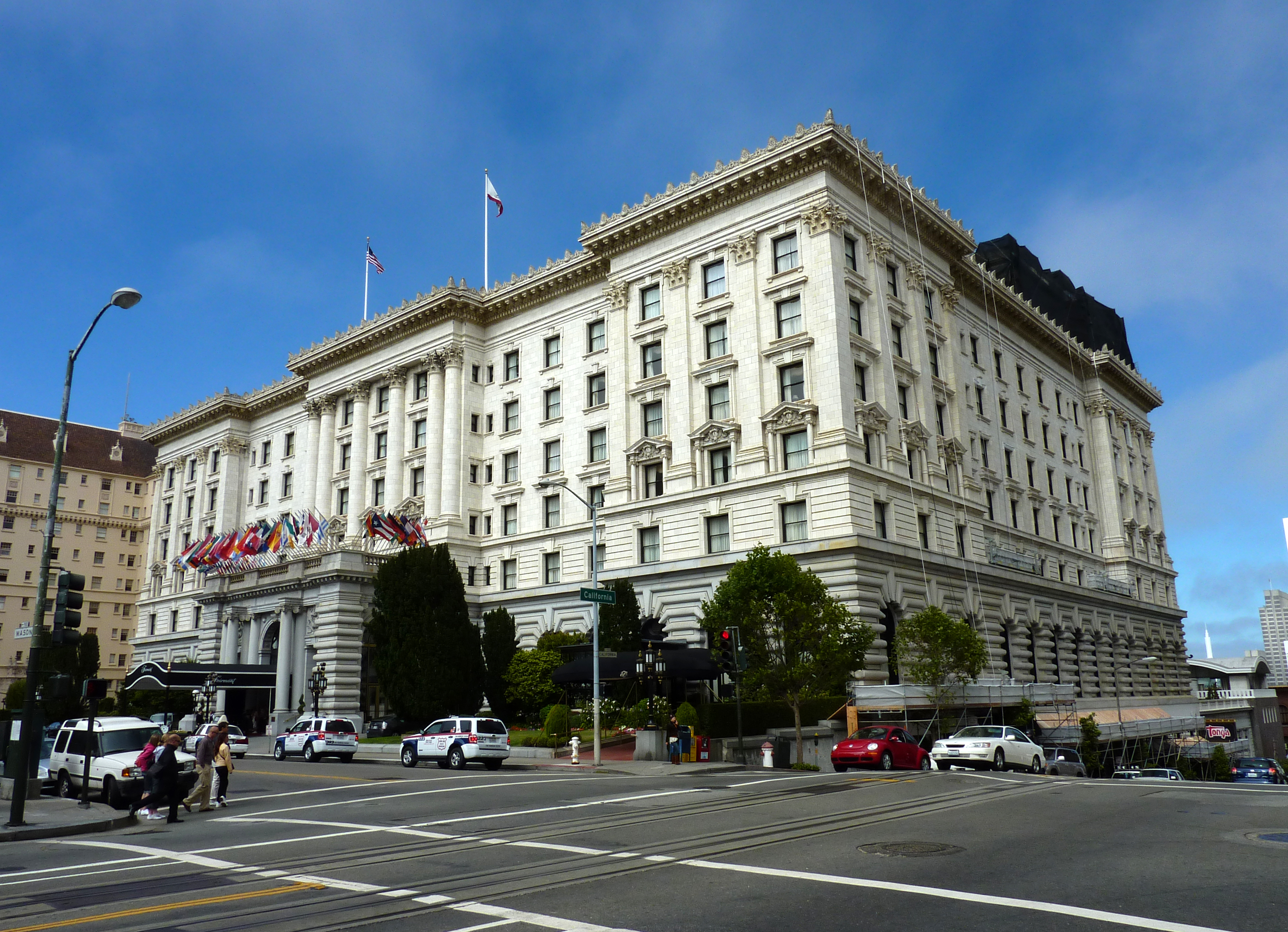
Fairmont San Francisco

Fairmont Hotels and Resorts is een grote Canadese hotelketen met hotels in negentien landen. Het behoort sinds 2015 tot de Accor groep.

## Geschiedenis
De geschiedenis van The Fairmont begint met de opening van een hotel in San Francisco in 1907. Na de Tweede Wereldoorlog werd de hotelketen uitgebreid. Toen de keten uit zeven hotels bestond, werd hij in 1999 verkocht aan Canadian Pacific Hotels & Resorts. De eerste zeven hotels waren:
- The Fairmont San Francisco
- The Fairmont New Orleans (voorheen en nu weer The Roosevelt)
- The Fairmont Copley Plaza Hotel in Boston
- The Plaza Hotel in New York
- The Fairmont Chicago
- The Fairmont Dallas
- The Fairmont San Jose

Canadia Pacific hield de naam van Fairmont aan omdat die internationaal bekend was.
In 2006 werd de hotelketen verkocht aan Colony Capital, LLC en Saudi Arabia's Kingdom Hotels International.

## Gasten
Alle belangrijke gasten van de stad namen sinds 1907 hun intrek in The Fairmont op Nob Hill. De namen van koningen, presidenten en beroemde artiesten staan in de gastenboeken. Nu, ruim een eeuw later, heeft Fairmont hotels in 19 verschillende landen en de meeste genieten van een reputatie die zelden overtroffen wordt. Veel hotel zijn historische gebouwen van ruim een eeuw oud, vooral in Canada, de Verenigde Staten en Europa.  

## Historische momenten
- In 1943 ontmoette Winston Churchill, William Lyon Mackenzie en Franklin D. Roosevelt elkaar in de Château Frontenac in Quebec voor besprekingen over de oorlogsvoering.
- In 1945 werd in de Garden Room van de Fairmont in San Francisco het Handvest van de Verenigde Naties door vijftig landen ondertekend.
- In 1962 zong Tony Bennett in de Venetian Room van de Fairmont in San Francisco zijn beroemd geworden lied I Left My Heart in San Francisco.
- In 1966 gaf Truman Capote in The Plaza in New York het Black and White Ball, dat later 'the Party of the Century' werd genoemd. Een van de gasten was Frank Sinatra.
- In 1969 hielden John Lennon en Yoko Ono in het Fairmont The Queen Elizabeth in Montreal hun tweede Bed-in nadat zij dat eerder in het Hilton in Amsterdam deden. Ook namen zij in dit hotel het nummer Give Peace a Chance op.

## Hotels
Dit overzicht is mogelijk incompleet; u kunt helpen door het uit te breiden.

### Verenigde Staten
- The Fairmont Olympic Hotel in Seattle
- The Fairmont San Francisco in San Francisco
- The Fairmont San José in San Jose (Californië) (1987)
- Fairmont Miramar Hotel & Bungalows in Santa Monica (Californië)
- Fairmont Newport Beach in Newport Beach
- The Fairmont Dallas in Dallas
- Fairmont Chicago - Millennium Park in Chicago
- The Fairmont Pittsburgh in Pittsburgh
- The Fairmont Washington in Washington
- The Plaza in New York
- The Fairmont Copley Plaza in Boston
- Fairmont Battery Wharf in Boston

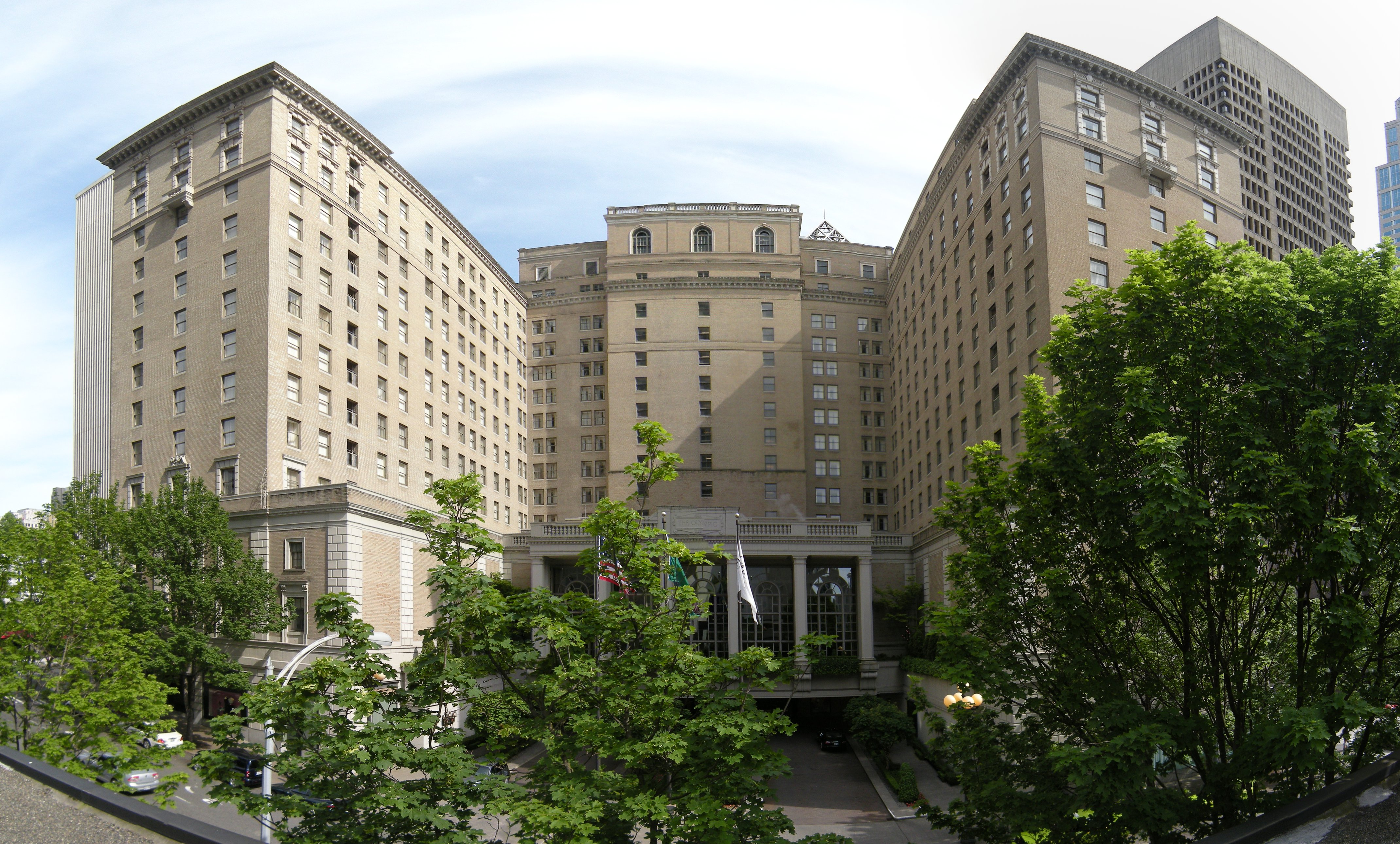
Olympic Hotel, Seattle (1924)
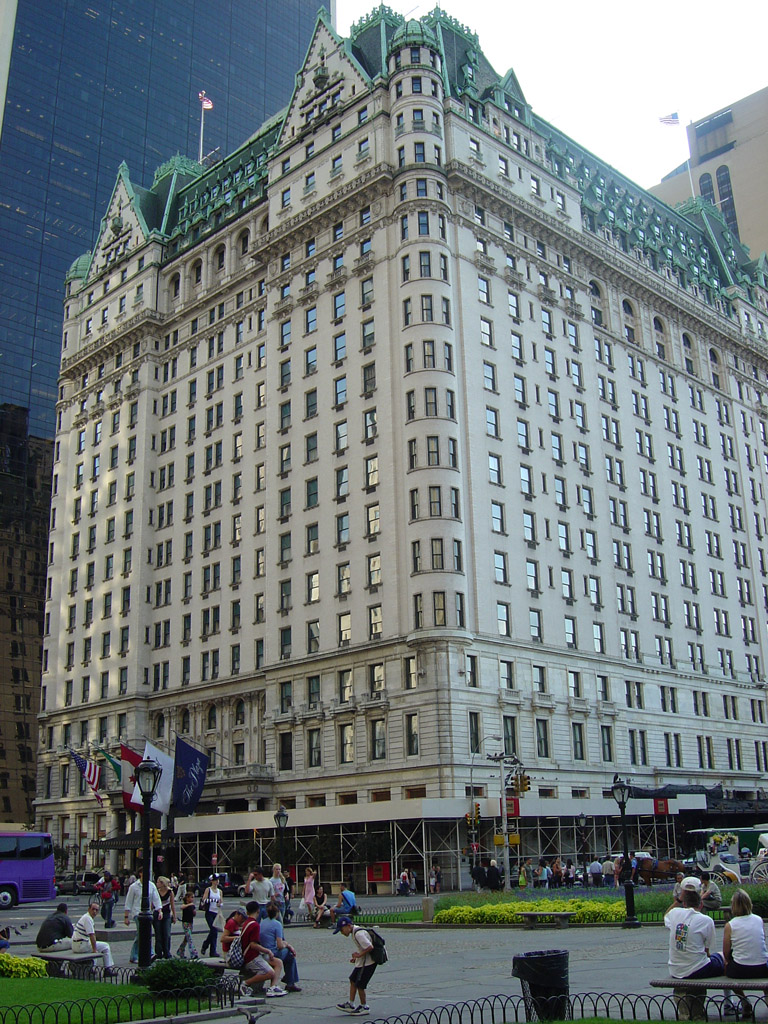
Plaza Hotel, NYC
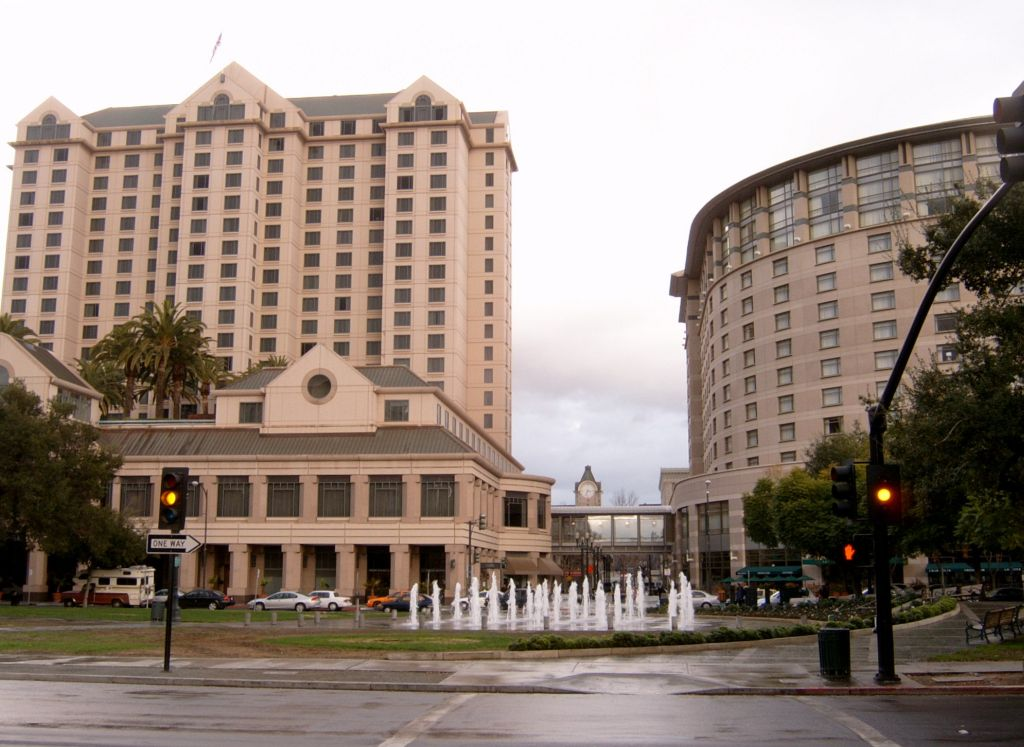
Fairmont San José
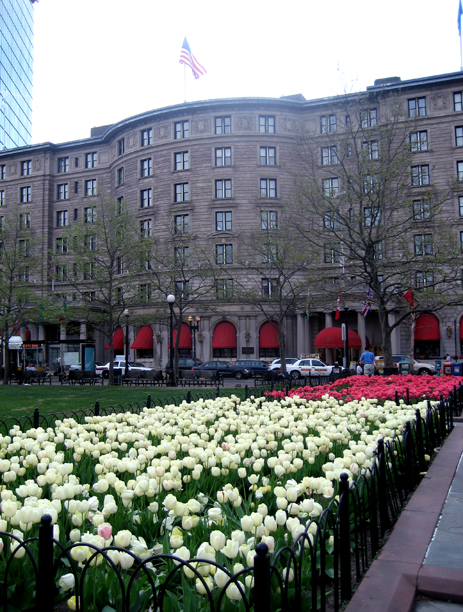
Copley Plaza Hotel, Massachusetts
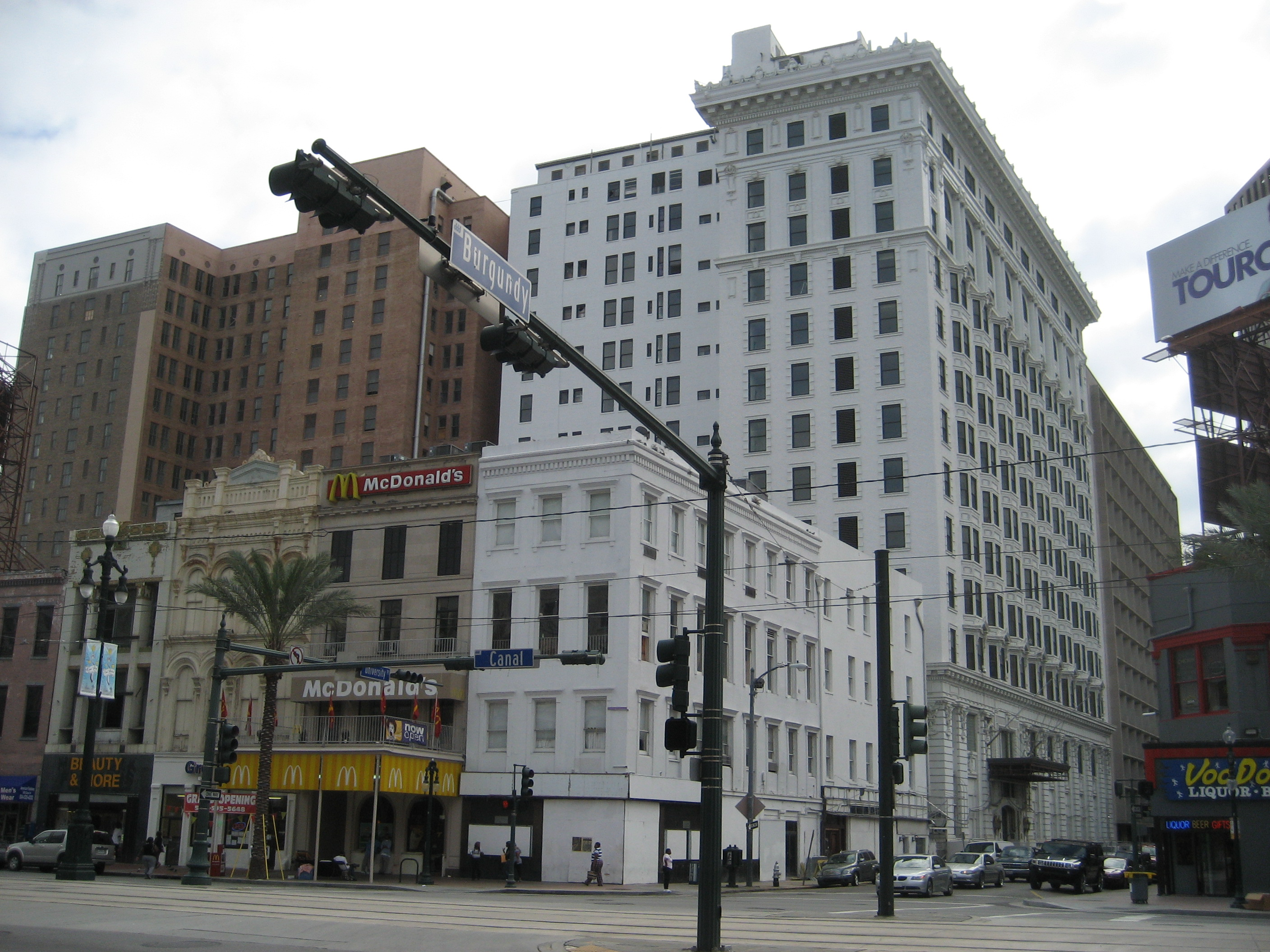
Roosevelt New Orleans

### Canada
British Columbia
- The Fairmont Empress in Victoria
- The Fairmont Hotel Vancouver in Vancouver
- The Fairmont Pacific Rim in Vancouver
- The Fairmont Waterfront in Vancouver
- The Fairmont Vancouver Airport in Richmond

Alberta
- The Fairmont Chateau Lake Louise (Resort) in Lake Louise
- The Fairmont Banff Springs in Banff
- The Fairmont Palliser in Calgary
- The Fairmont Hotel Macdonald in Edmonton

Manitoba
the Fairmont Jasper, Jasper
- The Fairmont Winnipeg in Winnipeg

Ontario
- Château Laurier in Ottawa
- Fairmont Royal York in Toronto

Quebec
- Fairmont The Queen Elizabeth in Montreal
- Fairmont Le Château Frontenac in Quebec City
- Fairmont Tremblant in Mont-Tremblant, Quebec
- Manoir Richelieu in Quebec City

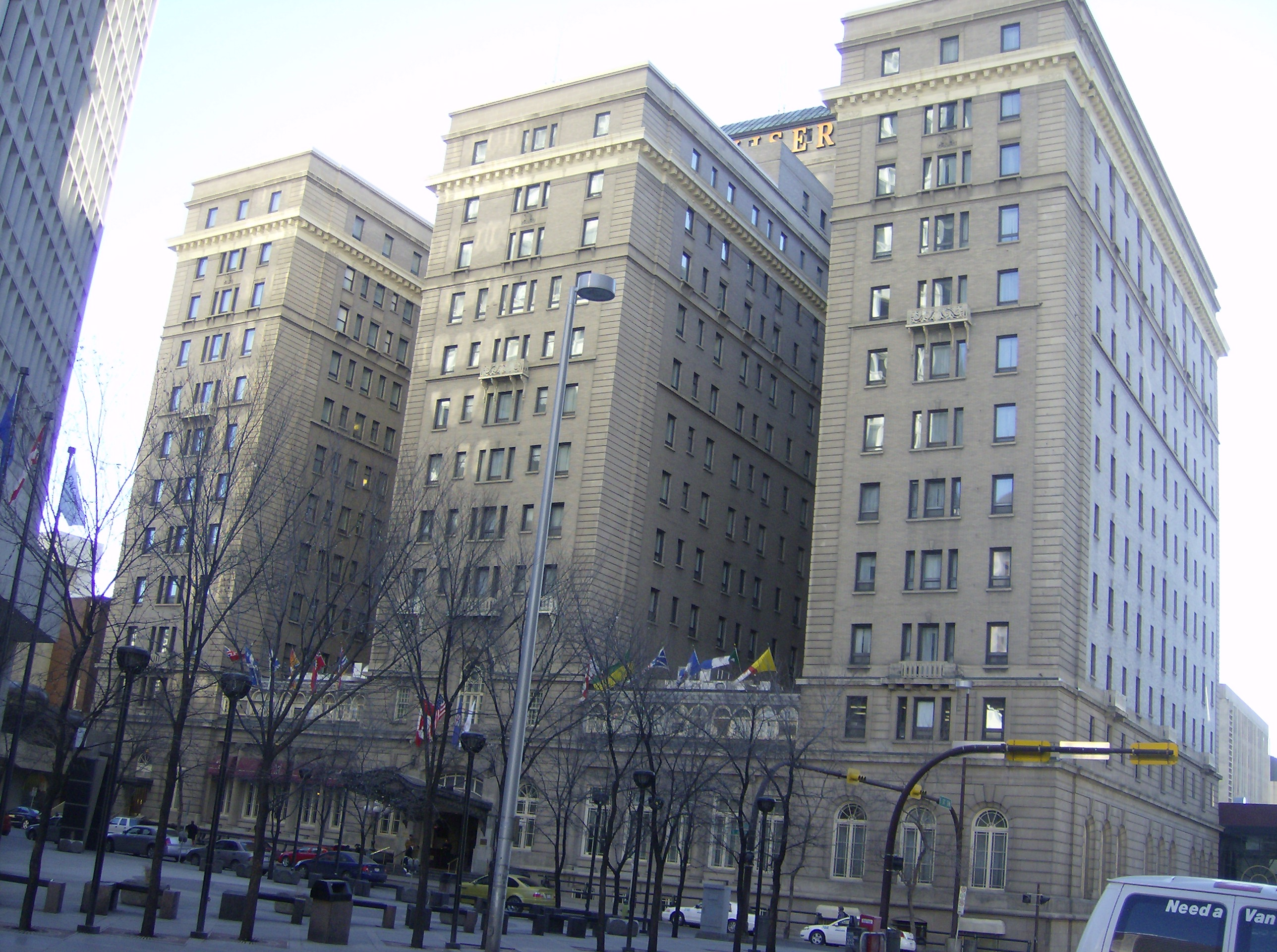
Palliser Hotel, Calgary
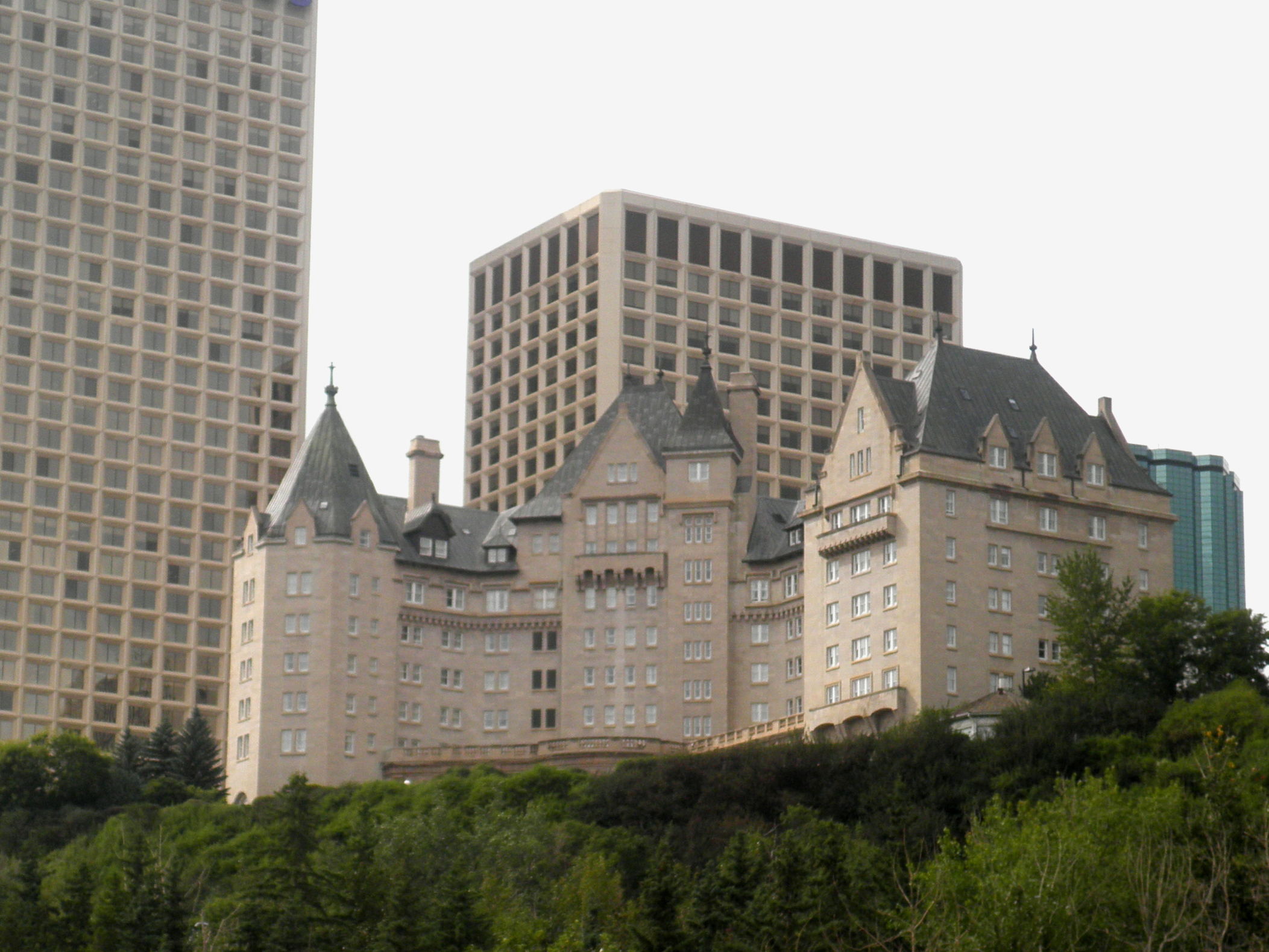
Faimont Macdonald
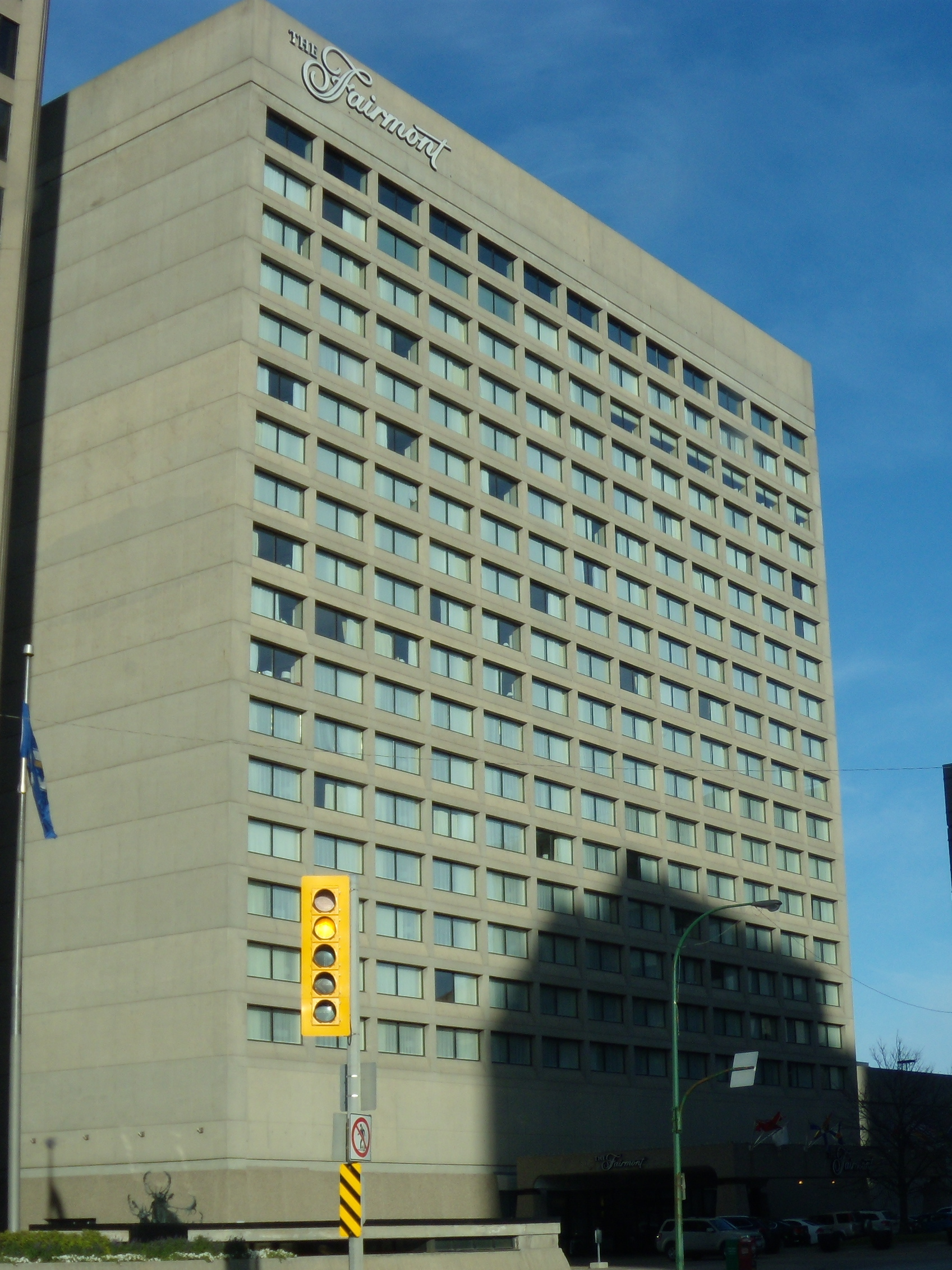
Winnipeg
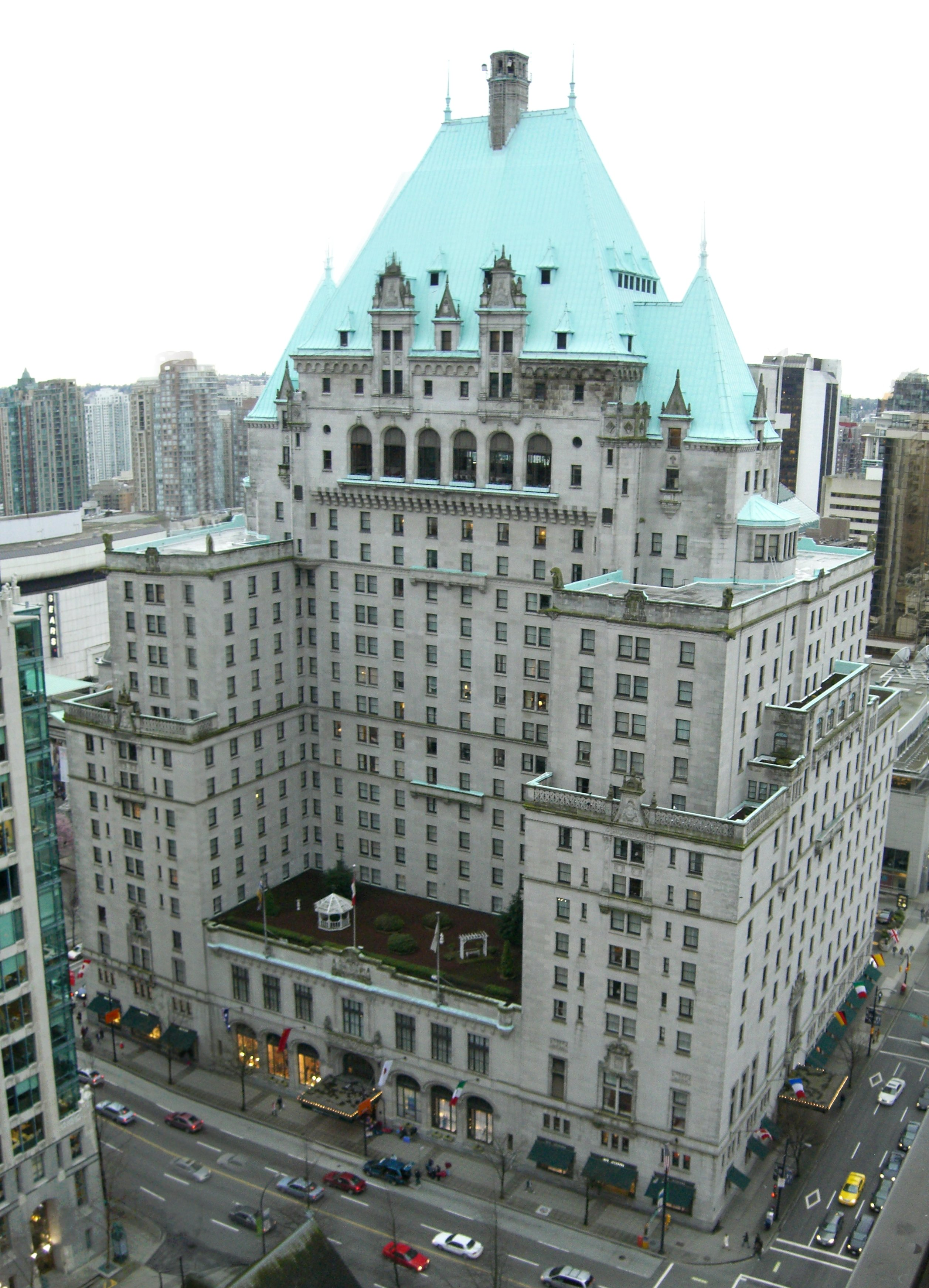
Fairmont Vancouver
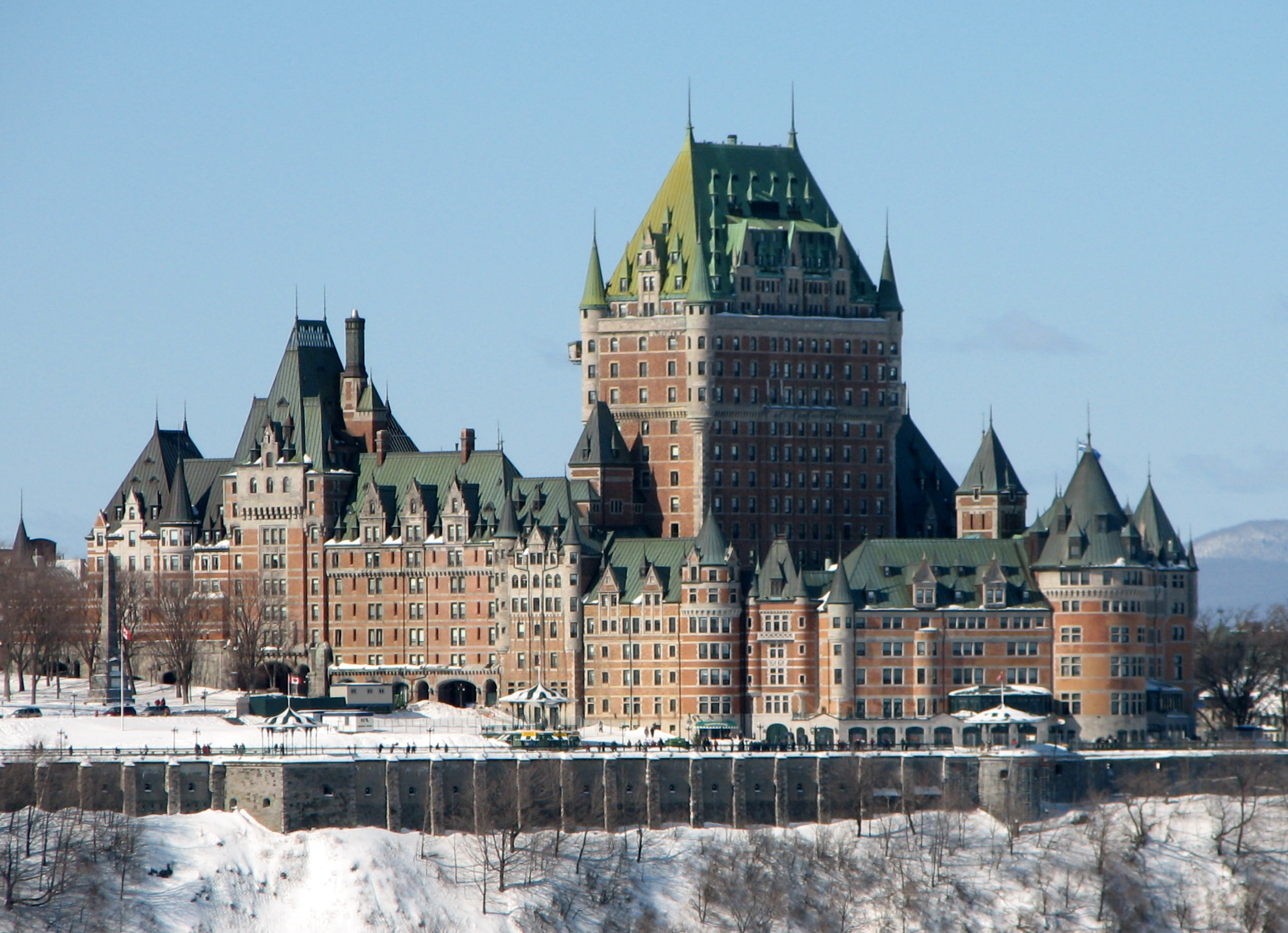
Château Frontenac
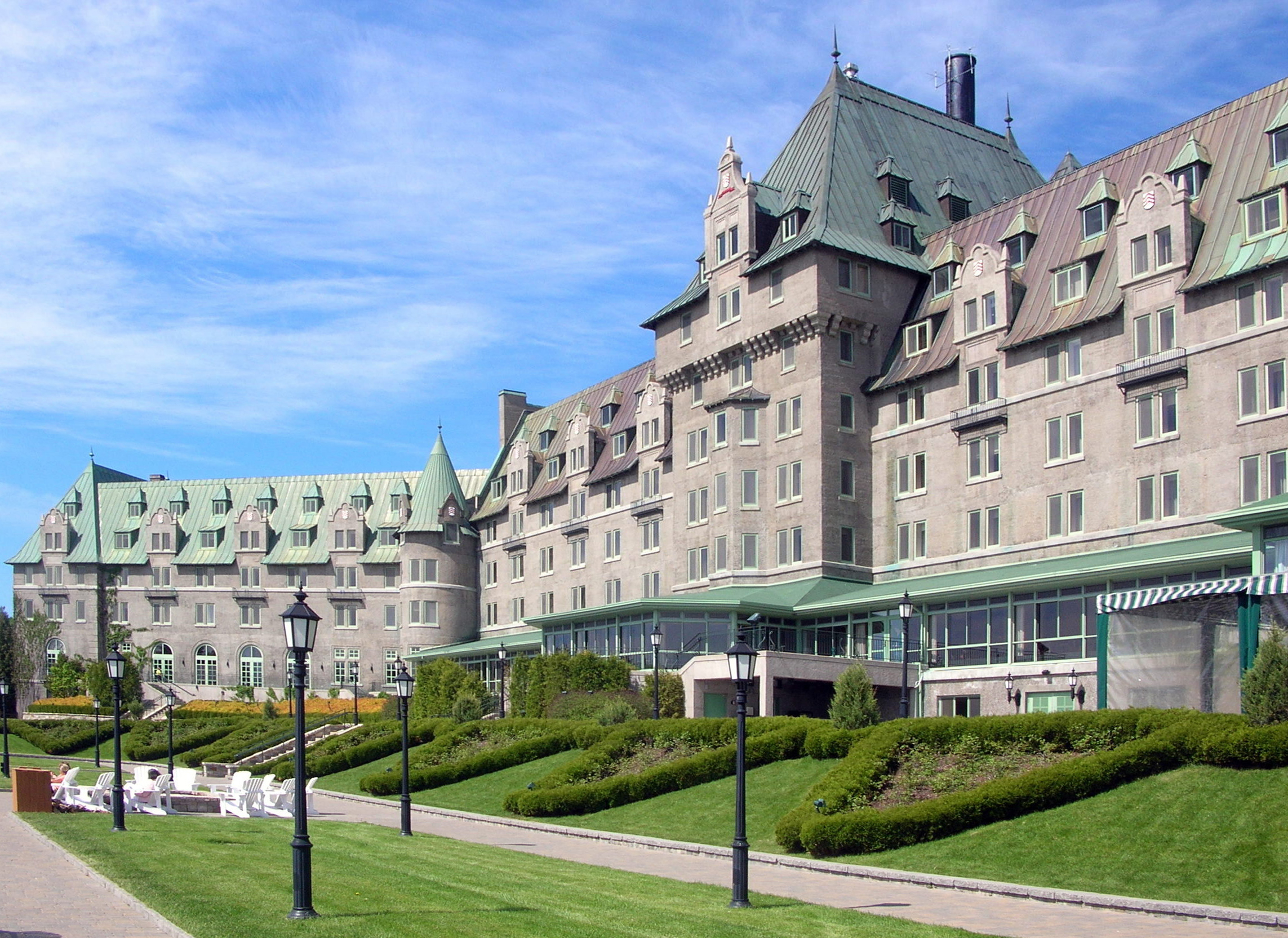
Manoir Richelieu, Quebec

### Europa
- The Savoy, a Fairmont Hotel in Londen
- Fairmont Monte Carlo in Monaco
- Fairmont Hotel Vier Jahreszeiten in Hamburg, Duitsland
- Fairmont Le Montreux Palace in Montreux, Zwitserland
- Fairmont Baku in Azerbeidzjan - (2013)
- Fairmont Grand Hotel Kyiv in Kyiv, Oekraïne
- Fairmont Grand Hotel in Genève, Zwitserland

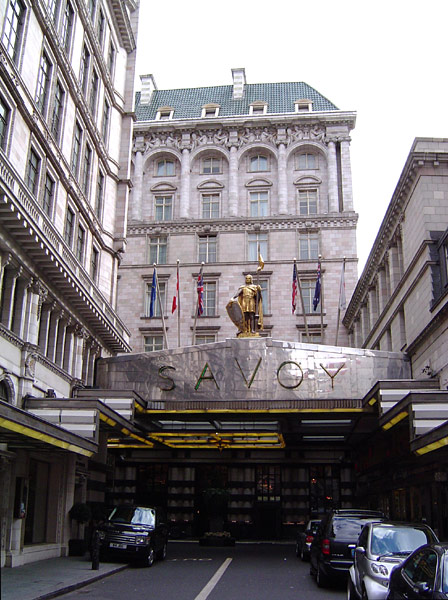
Savoy Hotel in Londen
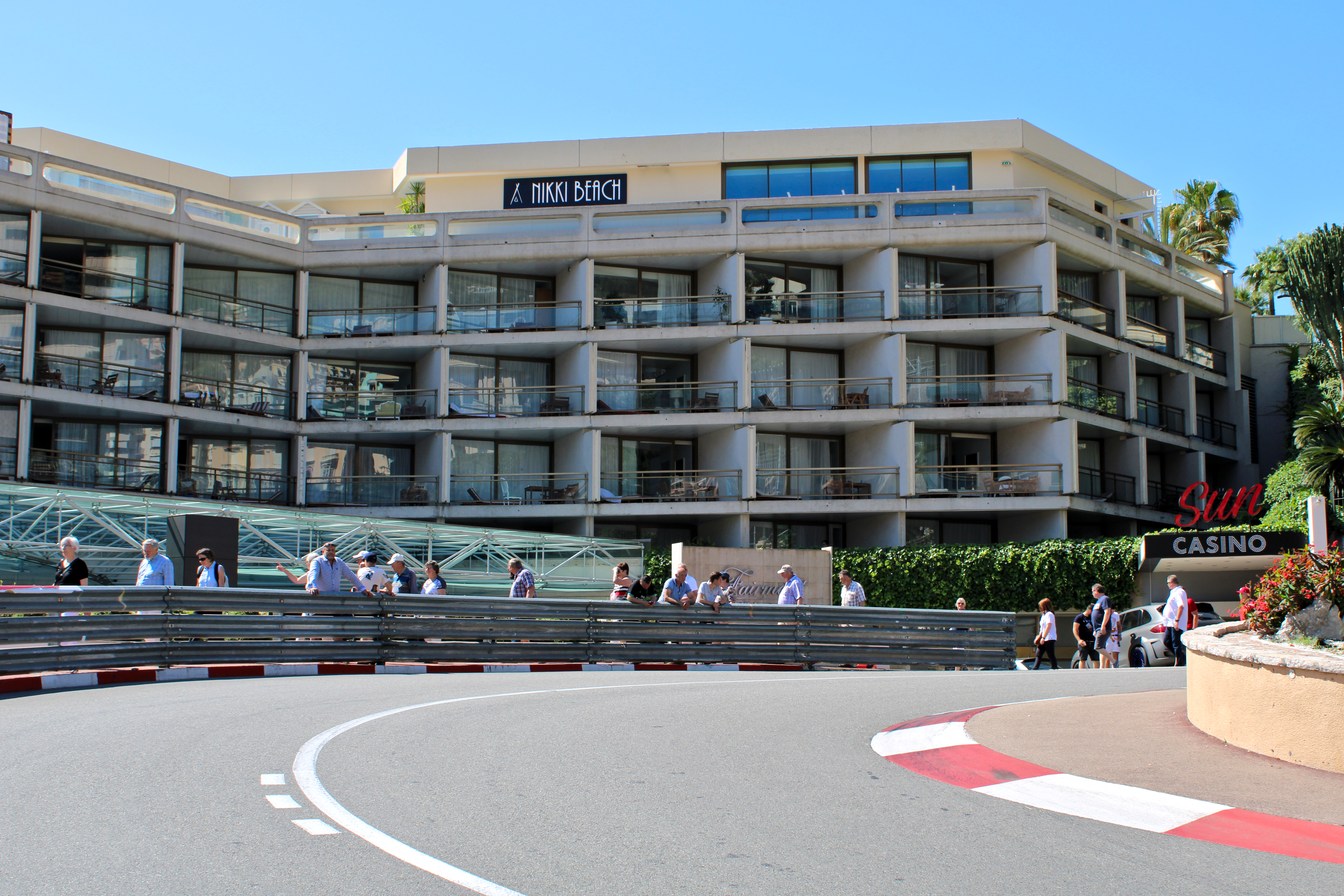
Fairmont Monaco

### Azië
- Fairmont Singapore in Singapore (voorheen Raffles The Plaza), 769 kamers
- Fairmont Beijing in Beijing, China
- Fairmont Makati, Manila, Philippines
- Fairmont Yangcheng Lake Hotel in Kunshan, China
- The Fairmont Peace Hotel in Shanghai, China
- Fairmont Jaipur in Jaipur, India
- Fairmont Hyderabad in Hyderabad, India - (2012)
- Fairmont Jakarta in Jakarta, Indonesia - (2014)
- Fairmont Nanjing in Nanjing, China - (2013)

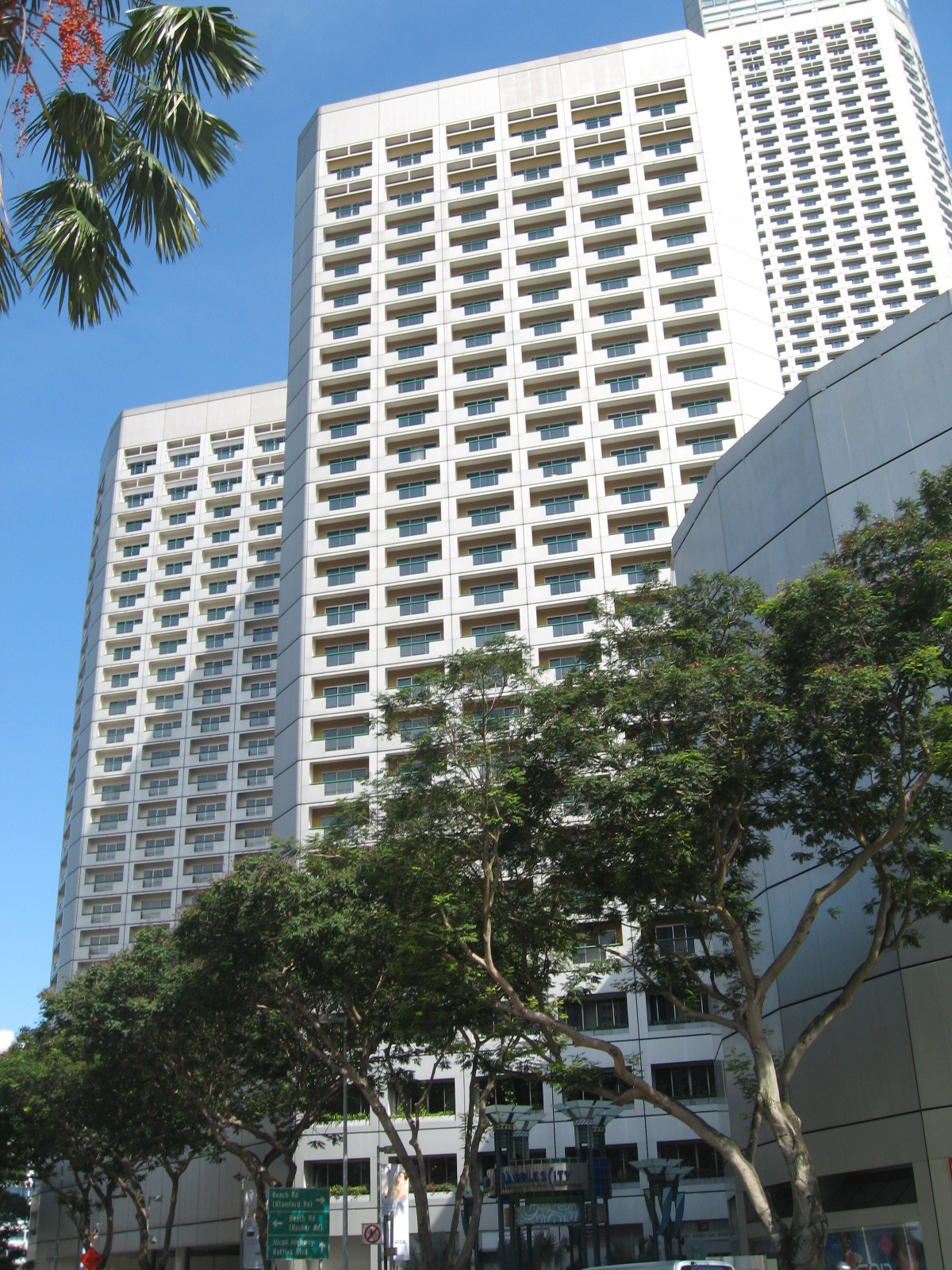
Raffles, Singapore

### Midden Oosten en Afrika
- Fairmont Dubai in Dubai, U.A.E.
- Fairmont Bab Al Bahr, Abu Dhabi in Abu Dhabi, U.A.E.
- The Fairmont Palm Hotel & Resort in Dubai, U.A.E.
- Fairmont Mina Al Fajer Resort in Fujeirah, U.A.E. - (2012)
- Fairmont The Wave (Resort) in Muscat, Oman - (2014)
- Mecca Royal Hotel Clock Tower in Mecca, Saudi Arabië
- Fairmont Nile City, Cairo in Cairo, Egypte
- Fairmont Towers Heliopolis in Heliopolis, Cairo, Egypte
- Fairmont Heliopolis in Heliopolis, Cairo, Egypte
- Fairmont Mara Safari Club in Maasai Mara National Reserve, Kenya
- Fairmont The Norfolk in Nairobi, Kenya
- Fairmont Mount Kenya Safari Club in Nanyuki, Kenya

### Centraal Amerika en het Caribisch gebied
Barbados
- The Fairmont Royal Pavilion (Resort) in St. James ('s winters geen kinderen)

Bermuda
- The Fairmont Southampton (Resort) in Southhampton
- The Fairmont Hamilton Princess op Bermuda

Mexico
- The Fairmont Acapulco Princess (Resort) in Acapulco
- The Fairmont Pierre Marques (Resort) in Acapulco
- Fairmont Heritage Place Acapulco Diamante in Acapulco
- Fairmont Mayakoba (Resort) in Riviera Maya

### Hotels met golfbaan
- Fairmont St Andrews in Schotland
- The Fairmont Banff Springs in Banff, Canada
- Fairmont Le Manoir Richelieu in Charlevoix, Canada
- The Fairmont Jasper Park Lodge in Jasper, Canada
- Fairmont Le Château Montebello in Montebello (Quebec), Canada
- The Fairmont Chateau Whistler in Whistler, Canada
- The Fairmont Orchid in Hawaii, USA
- The Fairmont Kea Lani in Maui, USA
- Fairmont Scottsdale Princess in Scottsdale (Arizona), USA
- The Fairmont Sonoma Mission Inn & Spa, in Sonoma, USA
- The Fairmont Pierre Marques in Acapulco, Mexico
- The Fairmont Acapulco Princess in Acapulco, Mexico
- Fairmont Mayakoba in Riviera Maya
- The Fairmont Southampton in Southampton
- Fairmont Zimbali Lodge in Zimbali, KwaZoeloe-Natal, Zuid-Afrika
- Fairmont Zimbali Resort in Zimbali, KwaZoeloe-Natal, Zuid-Afrika

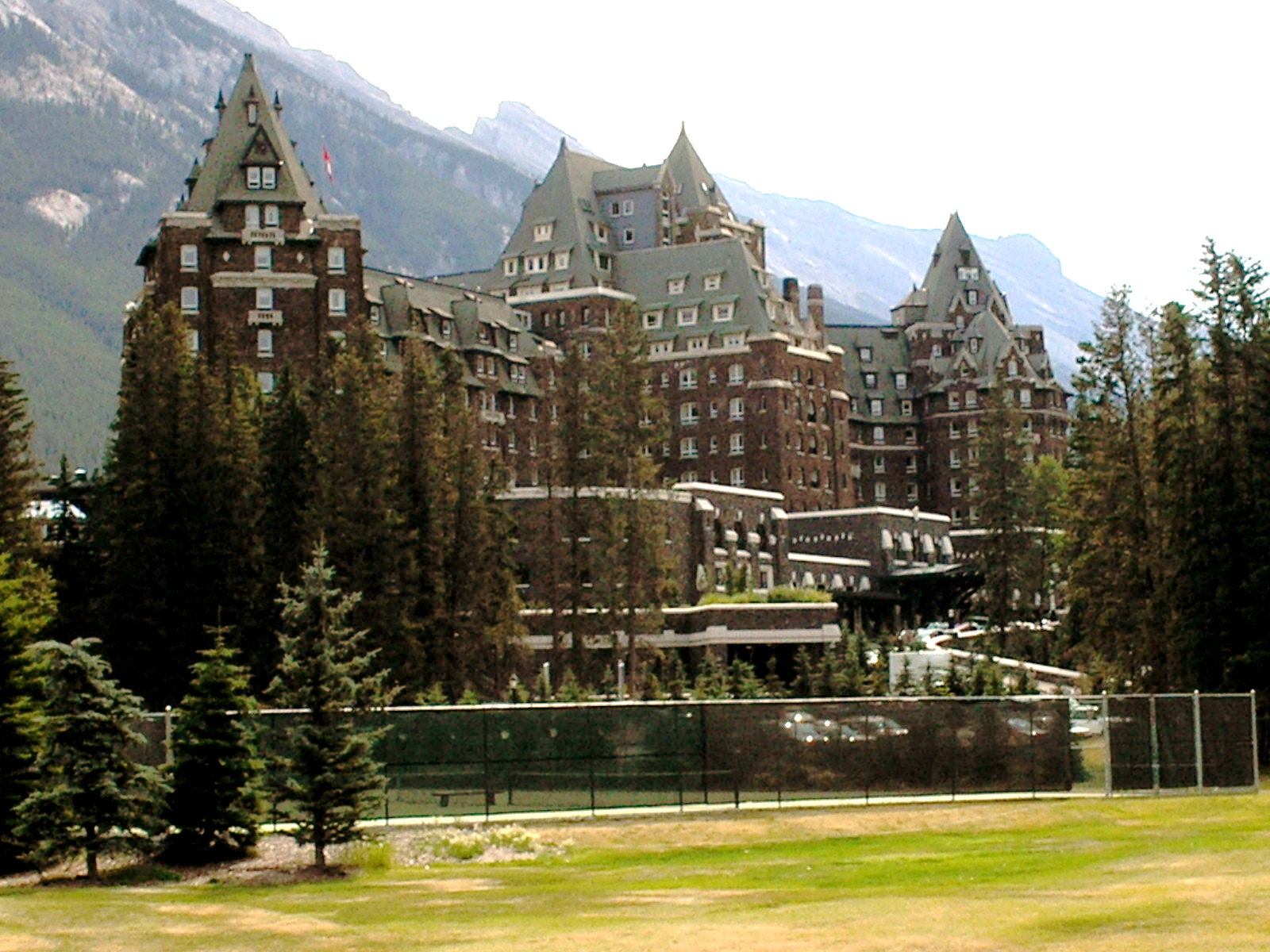
Banff Springs